# Amphoe Mae Taeng
Mae Taeng est un des 24 districts ( amphoe) de la province de Chiang Mai dans le nord de la Thaïlande. 

## Géographie
Les districts voisins sont (du nord dans le sens horaire)  Chiang Dao,  Phrao,  Doi Saket,  San Sai,  Mae Rim et  Samoeng.
Mae Taeng est une ville et un tambon de Mae Taeng District. En 2005, elle avait une population totale de 4 548.
personnes. Le tambon contient 8 villages.
La rivière Mae Taeng est un affluent de la rivière Chao Phraya. Elle prend sa source en Thaïlande du Nord près de la frontière avec la Birmanie et traverse la région montagneuse de la province de Chiang Mai. C'est une rivière appréciée pour le rafting en raison de l'existence de beaucoup de rapides et est un lieu de prédilection pour le tourisme des éléphants.

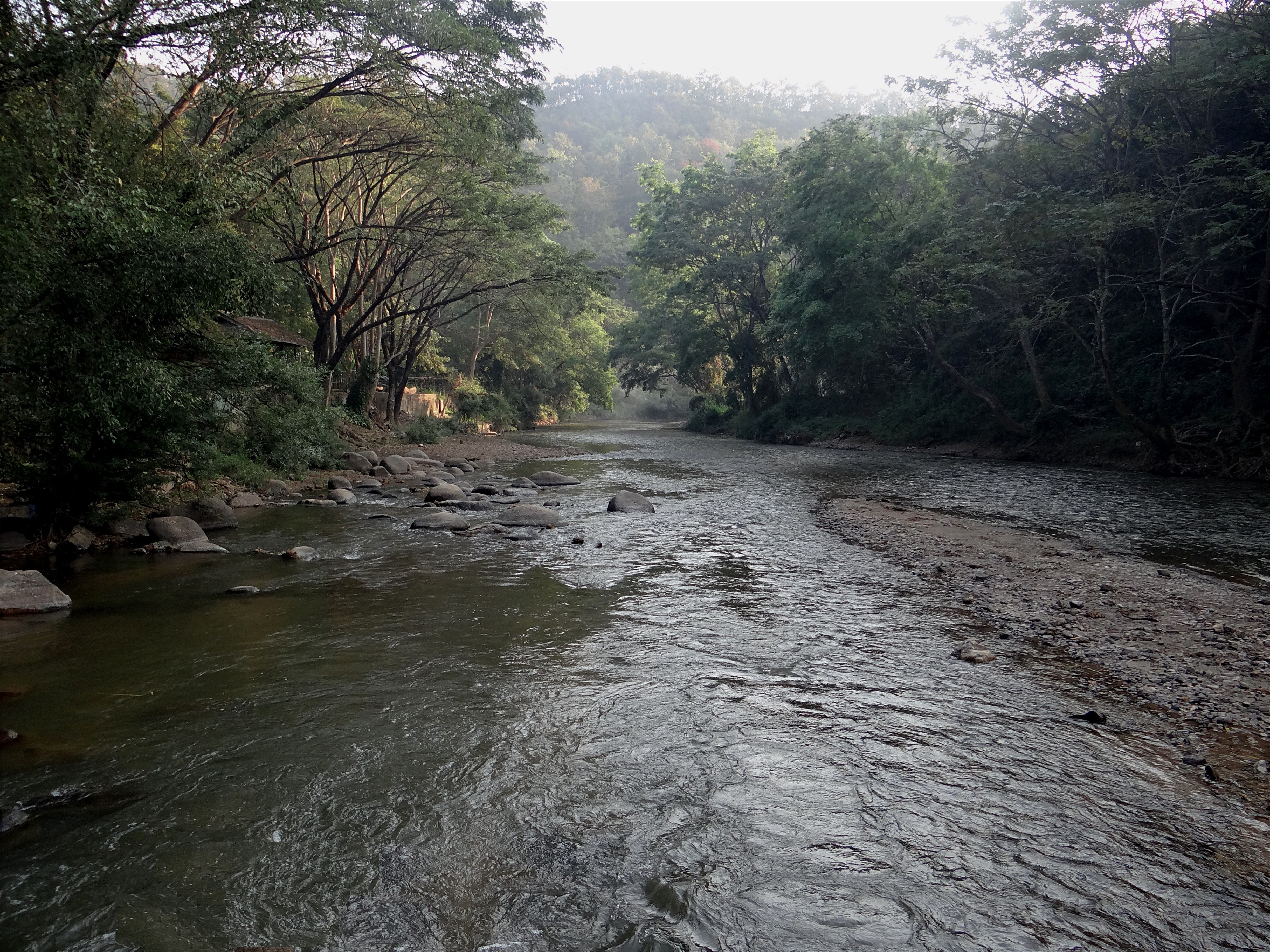
La rivière Mae Taeng à Mae ta mann
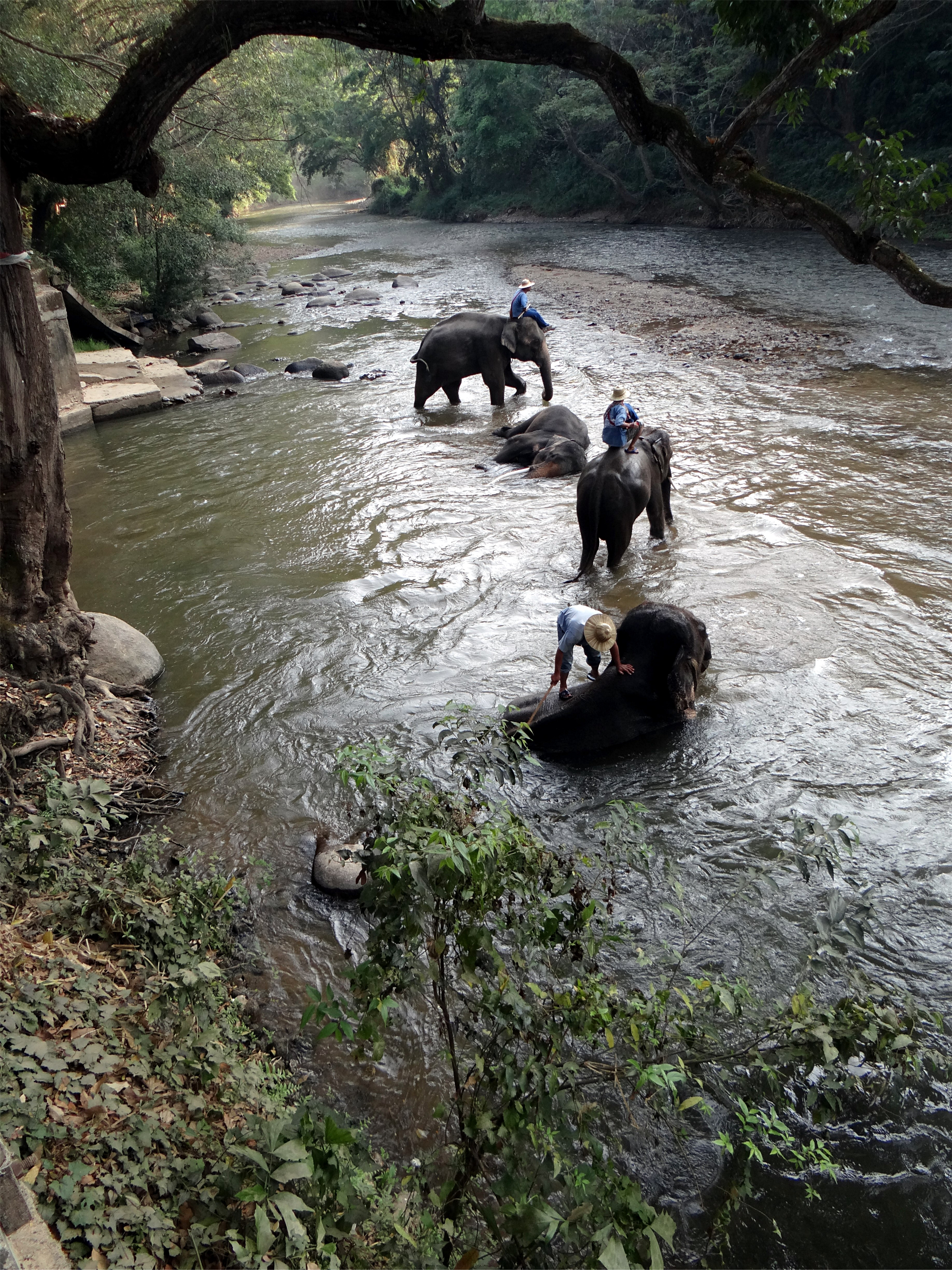
Toilettage des éléphants dans la rivière Mae Taeng

## Histoire

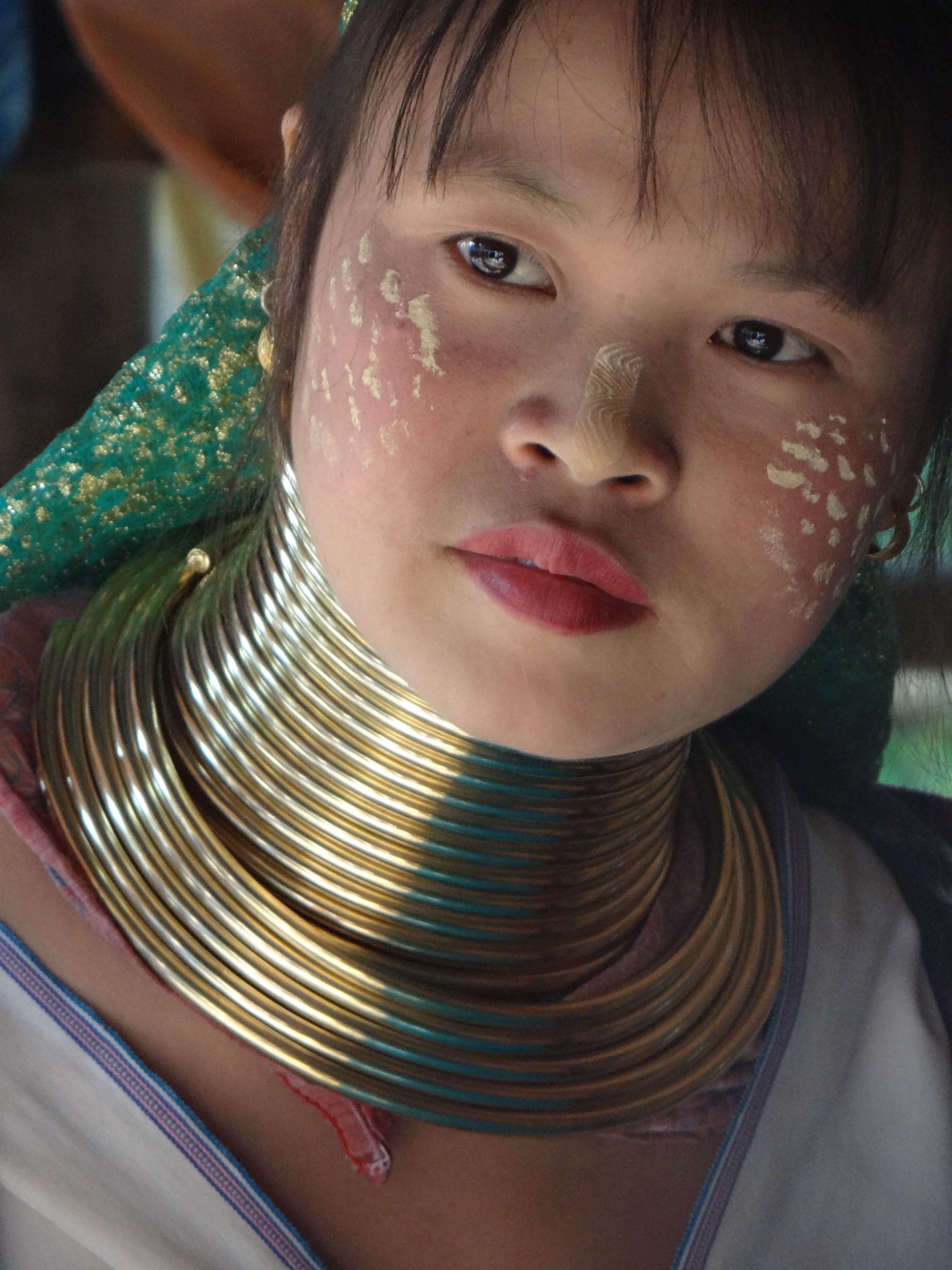
« femmes girafes »

En 1892, Khwaeng Mueang Kuet a été créé, et rebaptisé en 1894 pour Khwaeng Mueang Kaen. En 1907, il a été mis à niveau vers un quartier nommé San Maha Phon, et rebaptisé Mae Tang en 1939.
Depuis  1990, à cause du conflit avec le régime militaire birman, une minorité ethnique,  
les Padaung, se sont installés dans cette région.

## Administration
Le district est subdivisé en 13 sous-districts (tambons) ci-dessous, qui sont subdivisés en 128 villages (mubans)
- San Maha Phon, 10 villages, 6 660 hab.
- Mae Taeng, 8 villages, 4 548 hab.
- Khilek, 10 villages, 9 609 hab.
- Cho Lae, 16 villages, 4 787 hab.
- Mae Ho Phra, 9 villages, 5 643 hab.
- Sop Poeng, 13 villages, 7 977 hab.
- Ban Pao, 7 villages, 4 029 hab.
- San Pa Yang, 5 villages, 4 637 hab.
- Pa Pae, 14 villages, 6 847 hab.
- Mueang Kai, 5 villages, 1 938 hab.
- Ban Chang, 5 villages, 5 488 hab.
- Kuet Chang, 8 villages, 5 834 hab.
- Inthakhin, 18 villages, 14 097 hab.